# Graciela Villar
Graciela Villar Nuñez (Montevideo, 3 de septiembre de 1957) es una política, funcionaria y sindicalista uruguaya, perteneciente al Frente Amplio.
Fue candidata a la Vicepresidencia de la República por dicho partido en las Elecciones presidenciales de Uruguay 2019, sin resultar electa. Anteriormente, se desempeñó como Edila de la Junta Departamental de Montevideo por el Frente Amplio desde 2010 hasta 2018, ocupando el 2017 la presidencia del cuerpo.

## Biografía
Desde temprana edad se vincula a la política y la militancia estudiantil. A los 13 años pasa a formar parte de la Unión de la Juventud Comunista de Uruguay (UJC).
Durante la dictadura cívico-militar, es detenida en dos oportunidades por efectivos de las fuerzas militares y de policía.
En la primera ocasión, en el marco de una manifestación por el asesinato del estudiante Walter Medina, compañero suyo de instituto de educación secundaria. Al ser menor de edad, es recluida durante dos meses en el Hogar Yaguarón del Consejo del Niño.
En la segunda oportunidad, es secuestrada en la noche junto a su esposo, y recluida en un centro clandestino de detención y tortura de los Fusileros Navales (FUSNA). 
A los 19 años y con una hija de un año, abandona Uruguay para refugiarse en Argentina, donde reside y permanece exiliada hasta 1984.

## Ámbito sindical
A su retorno a Uruguay integra el consejo central del sindicato del área sanitaria, Federación Uruguaya de la Salud (FUS), participa en la mesa representativa de la central unitaria de trabajadores PIT-CNT, y en los ámbitos de negociación colectiva obrero-patronales (consejos de salarios). 
También lidera el desarrollo de políticas de extensión para los trabajadores del sector sanitario, así como el proceso de creación del hogar estudiantil para jóvenes del interior, y del centro de educación inicial Selva Braselli. Actualmente se desempeña como directora administrativa de dicho centro.

## Ámbito político
En 1994 adhiere a Asamblea Uruguay, sector en el que milita durante 25 años. En 2002, en el contexto de la crisis económica y social que sufre el país, fundó junto con otras personas la ONG "Idas y Vueltas", organización que en ese momento busca apoyar y nuclear a los familiares de migrantes uruguayos en el exterior, y que actualmente apoya a la nueva corriente migratoria que regresa a Uruguay. 
Desde esta ONG, trabaja activamente junto con el gobierno para la concreción de la nueva Ley migratoria (Nº 18.250) que hoy tiene el país.
Durante el período 2005-2010 se desempeña como edila suplente en la Junta Departamental de Montevideo por el sector Asamblea Uruguay, período en el que promovió la creación de la primera comisión de equidad y género. 
En el siguiente período ejerció como edila titular, presidiendo, entre otras, la comisión de asentamientos. Reelecta nuevamente para el período 2015-2020, asume en 2017 la presidencia de la Junta Departamental de Montevideo, el órgano deliberativo local de la ciudad.
En diciembre de 2018, renuncia a su afiliación Asamblea Uruguay, entregando su banca de edila al sector, y posteriormente funda, con el apoyo de varios correligionarios del sector "Nueva Izquierda", para incorporarse al comando de apoyo a la precandidatura a la presidencia de Mario Bergara, en la competencia de las Elecciones internas del Frente Amplio.
En dichas elecciones de participación no obligatoria (voto voluntario), resultó elegido el ingeniero Daniel Martínez como candidato presidencial del Frente Amplio para las elecciones de octubre de ese mismo año.
Por iniciativa del propio Daniel Martínez, Graciela Villar es propuesta como candidata a la vicepresidencia de la república, lo que se da a conocer a través de redes sociales, el 5 de julio de 2019, para que el plenario nacional del Frente Amplio considere su postulación.
El 27 de octubre de 2019, en primera vuelta electoral, la fórmula Martínez Villar obtiene el primer puesto, con el treinta y nueve por ciento (39%) de los votos. El 24 de noviembre se celebró la segunda vuelta o balotaje contra la fórmula del Partido Nacional, Lacalle Lacalle Pou y Beatriz Argimón, para definir quienes asumirán la presidencia y vicepresidencia de Uruguay el 1 de marzo de 2020. La Corte Electoral no proclamó resultados esa noche, porque la cifra de votos observados superaba a la diferencia de votos en el primer escrutinio. Al final, la fórmula Martínez y Villar perdió por una diferencia de 37 042 votos. Martínez y Villar visitaron a Lacalle Pou en su sede el viernes 29 de noviembre.
Fue electa suplente del senador Mario Bergara. En marzo de 2021 asume la banca.

## Vida privada
Villar tiene tres hijos. Su hija menor es fruto de su actual matrimonio, con el dirigente sindical y extrabajador portuario, Óscar «Caballo» López, mientras que sus otros dos hijos nacieron en el seno de su primer matrimonio. Adicionalmente, es abuela de dos nietos.